# Пруенса-а-Веля
Пруенса-а-Веля (порт. Proença-a-Velha; МФА: [pɾu.ˈẽ.sɐ-ɐ-ˈvɐ.ʎɐ]) — парафія в Португалії, у муніципалітеті Іданя-а-Нова. Розташована в східній частині країни, на теренах історичної португальської провінції Бейра. Входить до складу округу Каштелу-Бранку. За адміністративним поділом, чинним до 1976 року, терени парафії були складовою провінції Нижня Бейра. Належить до Порталегрівсько-Каштелу-Бранківської діоцезії Католицької церкви. Патрон — Діва Марія. Площа — 58,0017 км². Населення — 224 ос. (2011). Слабо урбанізований регіон. Густота населення — 3,86 осіб/км²
. Код — 050511.

## Населення
| Кількість мешканців | Кількість мешканців | Кількість мешканців | Кількість мешканців | Кількість мешканців | Кількість мешканців | Кількість мешканців | Кількість мешканців | Кількість мешканців | Кількість мешканців | Кількість мешканців | Кількість мешканців | Кількість мешканців | Кількість мешканців | Кількість мешканців |
| ------------------- | ------------------- | ------------------- | ------------------- | ------------------- | ------------------- | ------------------- | ------------------- | ------------------- | ------------------- | ------------------- | ------------------- | ------------------- | ------------------- | ------------------- |
| 1864                | 1878                | 1890                | 1900                | 1911                | 1920                | 1930                | 1940                | 1950                | 1960                | 1970                | 1981                | 1991                | 2001                | 2011                |
| 843                 | 916                 | 983                 | 1 148               | 1 303               | 1 149               | 1 229               | 1 334               | 1 481               | 1 258               | 731                 | 507                 | 344                 | 282                 | 224                 |